# 迪波特冰川
63°25′S 57°3′W / 63.417°S 57.050°W
迪波特冰川（英語：Depot Glacier）是南極洲的冰川，位於葛拉漢地的特里尼蒂半島，處於南極半島東北端，由奧托·努登舍爾德率領的瑞典探險隊發現，現時由南極條約體系管理。